# Elezioni generali in Nigeria del 2007
Le elezioni generali in Nigeria del 2007 si tennero il 1º aprile per l'elezione del Presidente e dei membri del Parlamento.

## Risultati

### Elezioni presidenziali
| Umaru Yar'Adua              | Partito Democratico Popolare            | 24 638 063 | 69,82 |  |  |  |  |  |
| Muhammadu Buhari            | Partito del Popolo di Tutta la Nigeria  | 6 605 299  | 18,72 |  |  |  |  |  |
| Atiku Abubakar              | Congresso d'Azione della Nigeria        | 2 637 848  | 7,47  |  |  |  |  |  |
| Orji Uzor Kalu              | Alleanza Popolare Progressista          | 608 803    | 1,73  |  |  |  |  |  |
| Attahiru Bafarawa           | Partito Popolare Democratico            | 289 324    | 0,82  |  |  |  |  |  |
| Chukwuemeka Odumegwu Ojukwu | Grande Alleanza di Tutti i Progressisti | 155 947    | 0,44  |  |  |  |  |  |
| Pere Ajuwa                  | Alleanza per la Democrazia              | 89 241     | 0,25  |  |  |  |  |  |
| Chris Okotie                | Partito Democratico Fresh               | 74 049     | 0,21  |  |  |  |  |  |
| Patrick Utomi               | Congresso Democratico Africano          | 50 849     | 0,14  |  |  |  |  |  |
| Altri                       | -                                       | 139 561    | 0,40  |  |  |  |  |  |
| Totale                      | Totale                                  | 35 288 984 | 100   |  |  |  |  |  |
|                             |                                         |            |       |  |  |  |  |  |
| Elettori                    | Elettori                                | 61 567 036 |       |  |  |  |  |  |

### Elezioni parlamentari

#### Camera dei rappresentanti
| Liste                                  | Seggi |
| -------------------------------------- | ----- |
| Partito Democratico Popolare           | 263   |
| Partito del Popolo di Tutta la Nigeria | 63    |
| Congresso d'Azione della Nigeria       | 30    |
| Alleanza Popolare Progressista         | 3     |
| Partito Laburista                      | 1     |
| Totale                                 | 360   |